# Myocastoridae
Myocastoridae é uma família de roedores encontrados na América do Sul. Apenas um gênero é recente, o Myocastor.

## Classificação
- Família Myocastoridae Ameghino, 1904
  - Gênero †Haplostropha Ameghino, 1891
  - Gênero †Isomyopotamus Rovereto, 1914
  - Gênero †Matyoscor Ameghino, 1902
  - Gênero Myocastor Kerr, 1792
  - Gênero †Paramyocastor Ameghino, 1904
  - Gênero †Proatherura Ameghino, 1906
  - Gênero †Prospaniomys Ameghino, 1902
  - Gênero †Spaniomys Ameghino, 1887
  - Gênero †Strophostephanos Ameghino, 1891
  - Gênero †Tribodon Ameghino, 1887